# 660
Раннє Середньовіччя. У Східній Римській імперії продовжується правління Константа II. Значну частину колишніх візантійських земель захопили араби. Частина території Італії належить Візантії, на решті лежить Лангобардське королівство. Франкське королівство розділене між правителями з династії Меровінгів. Іберію  займає Вестготське королівство.  В Англії триває період гептархії. Авари та слов'яни утвердилися на Балканах. Центр Аварського каганату лежить у Паннонії. Виникло слов'янське князівство Карантанія.
У Китаї триває правління династії Тан. Індія роздроблена. В Японії триває період Ямато. До володінь арабських халіфів належать Аравійський півострів, Сирія, Палестина, Персія, Єгипет, частина Північної Африки. Хазарський каганат підпорядкував собі кочові народи на великій степовій території між Азовським морем та Аралом.
На території лісостепової України в VII столітті виділяють пеньківську й празьку археологічні культури. У VII столітті продовжилося швидке розселення слов'ян. У Північному Причорномор'ї співіснують різні кочові племена, зокрема булгари, хозари, алани, авари, тюрки.

## Події
- Уперше хроніки згадують князівство Карантанія.
- Пекче, одна з трьох корейських держав, припинила існування, завойована іншою державою Сілла в союзі з китайською династією Тан.
- У Китаї імператор Гао-цзун зазнав інсульту, і від його імені почала правити імператриця У Цзетянь.